# Jakob Mayr (Politiker)
Jakob Mayr (* 27. Dezember 1894 in Waldzell; † 28. November 1971 in Braunau am Inn) war ein österreichischer Politiker (CS/ÖVP) sowie Schuldirektor. Er war Abgeordneter und Dritter Präsident des Oberösterreichischen Landtags und von 1945 bis 1949 Landesrat in der Oberösterreichischen Landesregierung.

## Ausbildung und Beruf
Nach dem Besuch der Volksschule wechselte Mayr an die Bürgerschule in Ried im Innkreis und absolvierte danach zwischen 1910 und 1914 die Lehrerbildungsanstalt in Linz. Seine erste Beschäftigung fand er als Volksschullehrer in Gampern. Von November 1914 bis 1916 arbeitete er als Volksschullehrer an der Knabenvolksschule Figulystraße in Linz. Im Juli 1916 wurde er zum Kriegsdienst im Ersten Weltkrieg eingezogen, wobei er beim Infanterieregiment Nr. 59 in Salzburg einrückte.
Nach seiner Rückkehr aus dem Krieg 1918 als Leutnant der Reserve arbeitete Mayr erneut als Volksschullehrer in der Figulystraße in Linz, nach der Lehramtsprüfung für Hauptschulen arbeitete er als Hauptschullehrer und ab 1937 als Direktor der Knabenhauptschule 7/Diesterwegschule in Linz. Nach der Machtübernahme der Nationalsozialisten wurde er 1938 seines Postens als Hauptschuldirektor enthoben und als provisorischer Lehrer an der Hauptschule Kleinmünchen eingesetzt. Er wurde 1939 erneut zum Kriegsdienst eingezogen und diente bis Kriegsende 1945. 1954 wurde er zum Bezirksschulinspektor des Bezirks Kirchdorf an der Krems ernannt, konnte diese Rolle jedoch auf Grund seiner politischen Ämter nie ausüben.

## Politik und Funktionen
Mayr engagierte sich als Mitglied des Katholischen Lehrervereins, dessen Gehaltsreferent er 1927 wurde. Er stieg bis zum Vizepräsidenten des Katholischen Lehrervereins auf und wurde zudem in den Stadtschulrat von Linz berufen. Ab 1933 war er zudem Direktor der Lehrerkrankenfürsorge und von 1934 bis 1938 Obmann der Landesarbeitsgemeinschaft der oberösterreichischen Pflichtschullehrer. Er vertrat die Christlichsoziale Partei zwischen 1931 und 1934 im Linzer Gemeinderat und war vom 1. November 1934 bis zum 18. März 1938 Landtagsabgeordneter im Ständischen Landtag von Oberösterreich, wobei er zunächst Vertreter des Öffentlichen Dienstes und ab 1. April 1937 Vertreter der Kulturellen Gemeinschaften war.
Nach dem Zweiten Weltkrieg war Mayr von 1945 bis 1961 geschäftsführender Präsident des Landesschulrates und vom 26. Oktober 1945 bis 4. November 1949 Landesrat. Er gehörte ab dem 13. Dezember 1945 erneut dem Landtag an und war ab dem 19. November 1955 Dritter Präsident des oberösterreichischen Landtages sowie Klubobmann-Stellvertreter des ÖVP-Landtagsklubs. Er schied am 16. November 1961 aus dem Landtag aus.

## Privates
Mayr war ab 1919 verheiratet und Vater von drei Söhnen. Nachdem seine erste Frau verstorben war, heiratete er 1963 Caroline Zweimüller.

## Auszeichnungen
- Großes Ehrenzeichen für Verdienste um die Republik Österreich
- Ehrenbürger von Gemeinden in Oberösterreich
- Ehrenmitglied des Christlichen Lehrervereins
- Verschiedene Kriegsauszeichnungen